# Tílakas
Tílakas o Thylakas (en griego, Θύλακας) es una colina de unos 500 m de altitud donde hay un yacimiento arqueológico con restos de un santuario de altura. Está ubicado en la isla de Creta (Grecia), en el municipio de Agios Nikolaos, cerca de la localidad de Kritsá.  
Este yacimiento arqueológico fue explorado por Adolphe Reinach en 1910 y ha sido reexaminado por Kostis Davaras en 1971. Está asociado a la antigua ciudad de Lato y en él se han encontrado restos de un santuario de montaña. Los hallazgos incluyen figurillas antropomórficas, figurillas de animales, vasijas, guijarros y restos arquitectónicos de una especie de pequeño témenos con un altar. Desde este santuario había una buena visibilidad de gran parte del golfo de Mirabello.
La datación de los restos ha sido bastante problemática debido, en parte, a que algunos de los hallazgos pasaron a la colección privada del excavador y otros permanecieron durante mucho tiempo sin identificar en los almacenes del Museo Arqueológico de Heraclión, por lo que muchos investigadores tuvieron que recurrir a las fotografías publicadas. Algunos arqueólogos, como Paul Faure o Yannis Sakellarakis creen que, por sus características, es posible que algunos de ellos pertenecieran al periodo minoico, pero otros son de la época arcaica griega y otros del periodo helenístico. Por ello han sugerido que podría tratarse de un santuario que haya tenido continuidad entre la Edad del Bronce y las épocas griegas posteriores. Otros, como Kostis Davaras, sin embargo creen que no puede probarse la existencia de este santuario en época minoica.